# Soběslavice
Soběslavice è un comune della Repubblica Ceca facente parte del distretto di Liberec, nella regione omonima.